# Ewakuacja (piosenka)
Ewakuacja (styl. EWAkuacja) – piosenka nagrana przez Ewę Farną i wydana na jej pierwszym singlu, który pochodził z trzeciego polskojęzycznego albumu Farnej, Ewakuacja (2010).
Piosenka dotarła na szczyt zestawienia AirPlay – Top, podobnie jak teledysk do utworu, który uplasował się na miejscu 1. notowania Top airplay TV. Utwór zdobył też nagrodę Viva Comet 2011 w kategorii Charts Award, a teledysk do niego zwyciężył w kategorii Teledysk Roku.

## Pozycje na listach przebojów
| Lista przebojów (2011)  | Najwyższa pozycja |
| ----------------------- | ----------------- |
| Polska (Top airplay)    | 1                 |
| Polska (Top airplay TV) | 1                 |

### Media polskie
| Lista                       | Pozycja |
| --------------------------- | ------- |
| Poplista RMF FM             | 1       |
| Szczecińska Lista Przebojów | 1       |